# SHIFDOW
SHIFDOW（シフドウ、本名非公表）は、日本のヒップホップMC、音楽家である。

## 来歴
中学2年時に、音楽の先生から影響をうけて音楽活動を開始。高校ではベースを担当。以後10年間はバンド活動を行い、ピッキングスタイル（フィンガー・ピッキング）でのベースを弾き続ける。しかし技術向上に興味がなく、年数と能力は比例していない。主に好んだジャンルはグランジやパンク。
その後、大学ではダンス・ミュージックに傾倒し、卒業後にはダンスインストラクターとして都内スタジオで活動。ブレイクビーツやヒップホップに深く入り込むきっかけとなる。
20代半ばに目にした「政治家になるかラッパーになるか」という記事に感銘を受け個人での楽曲制作を開始。SHIFDOWとしての活動に至る。

## 人物
アーティスト名の由来について、「黄不動っていう昔の人がいて、その人の生き様が格好良くて、僕は茄子の色(深い紫)が好きだから紫色の不動明王を背負える者に憧れました。シフドウ＝紫不動です。」と自身のブログで明かした。
日本で育ちながら、英語詞のみでのラップを好んで展開。反面、日本語での作詞時には英語を交えることを極端に嫌う。好きなギタリストはアベフトシ、カート・コバーン。最も影響を受けたアーティストはCOALTAR OF THE DEEPERS。他にはコーヒーとルマンド、サンリオキャラクターのシナモロールを好む。絵画や写真、造形などの芸術分野にも関心が高く、本人が撮影もしくはコラージュした写真はInstagramなどに投稿されている。

## ディスコグラフィ

### シングル
|     | 発売日        | タイトル | 規格 |
| --- | ------------- | -------- | ---- |
| 1st | 2017年1月21日 | bereave  | 配信 |